# Patriot (Indiana)
Pour les articles homonymes, voir Patriot.
La ville de Patriot est située dans le comté de Switzerland, dans l’État de l'Indiana, aux États-Unis. Sa population s’élevait à 209 habitants lors du recensement de 2010, estimée à 205 habitants en 2017.

## Démographie
| Groupe            | Patriot | Indiana | États-Unis |
| ----------------- | ------- | ------- | ---------- |
| Blancs            | 98,1    | 84,3    | 72,4       |
| Autres            | 0,5     | 11,8    | 20,0       |
| Métis             | 0,5     | 2,0     | 2,9        |
| Asiatiques        | 0,5     | 1,6     | 4,8        |
| Amérindiens       | 0,5     | 0,3     | 0,9        |
| Total             | 100     | 100     | 100        |
|                   |         |         |            |
| Latino-Américains | 1,4     | 6,0     | 16,7       |

Selon l'American Community Survey, pour la période 2011-2015, 100 % de la population âgée de plus de 5 ans déclare parler anglais à la maison.

## Source
- (en) Cet article est partiellement ou en totalité issu de l’article de Wikipédia en anglais intitulé « Patriot, Indiana » (voir la liste des auteurs).

1. ↑  (en) « Patriot, IN Population - Census 2010 and 2000 », sur censusviewer.com.
2. ↑  (en) « Population of Indiana - Census 2010 and 2000 », sur censusviewer.com.
3. ↑  (en) « Language spoken at home by ability to speak English for the population 5 years and over », sur factfinder.census.gov.